# 余少華 (香港)
余少華（？—），香港音樂學者，研究範疇為中樂、戲曲、香港音樂、清代宮廷滿蒙音樂、方言電影音樂、音樂與政治。曾任康樂及文化事務署「非物質文化遺產諮詢委員會」主席及「博物館專家顧問」等職。國際演藝評論家協會（香港分會）會員。

## 生平
余少華出生及成長於香港，童年約為1950年代，父親是一名同時愛好西歐流行曲及粵曲的基層公務員，他亦因而對這些音樂有所接觸。當時家住筲箕灣，常隨父親到茶樓欣賞粵曲平喉「四大天王」之一的徐柳仙演唱。他幼年就讀天主教會學校，亦多接觸天主教音樂。他亦自言青年時因受到中國內地文化大革命宣傳的影響，對祖國產生熱愛之情。
1960年代電台崇尚西歐流行曲，當時的余少華曾看不起中樂，但後來在一次參加課外活動中對二胡產生興趣。他師從琵琶、古琴演奏家呂培原學習中樂，日間上學，夜間在夜總會、酒店當中樂樂師學徒。但其父認為如要發展音樂事業，他必須認真修讀音樂課程，於是他學習西樂樂理，考入香港中文大學音樂系，並於1978年畢業。畢業後曾先後任職香港中樂團二胡樂師、香港電台第四台編導、香港管弦樂團市場及推廣經理。
1980至90年代到英美留學，分別於1985年修畢北愛爾蘭貝爾法斯特女王大學社會人類學（民族音樂學）碩士，1996年修畢美國哈佛大學音樂學博士（研究主題為清代宮廷滿蒙音樂）。余少華在中大及哈佛期間都曾獲著名學者趙如蘭教導（趙如蘭曾到中大任客席教授）。
1993年開始在母校香港中文大學音樂系任教，教授中國與西方音樂史，2001年升至副教授（2015年正式辭任教席），2005至2012年兼任該校中國音樂資料館館長。2013年開始在中大休假，參與香港嶺南大學《中國戲曲志》暨《中國戲曲音樂集成》（香港卷）編纂，後為該校文化研究系兼任教授。亦曾任臺灣國立交通大學音樂研究所音樂學客座教授。
2013年起獲香港特區政府委任為太平紳士，2019年因不滿警方在應對反對逃犯條例修訂草案運動期間所使用的武力，主動辭任太平紳士，並公開一封以嚴厲措辭抨擊政府的辭職信，信中語句包括：「廣大市民對於城市及自己的未來應有他們的聲音和權利，我無法再與完全漠視這些聲音、權利、福祉的政府合作。」「我不再參與在政府蓄意的暴力和日本憲兵般的殘暴裡……」

## 公職
- 康樂及文化事務署「博物館專家顧問」（民俗學）（2010-2018年）[1][10]
- 康樂及文化事務署「非物質文化遺產諮詢委員會」委員（2008-2014年）[1]、主席（2011-2014年）[10]
- 西九文化區管理局「西九戲曲中心顧問小組」委員（2017-2018年）[11]
- 民政事務局「粵劇發展基金顧問委員會」副主席（2017-2019年）[12]

## 著作
- 《樂在顛錯中：香港雅俗音樂文化》（2001年）[13][14]
- 《樂猶如此》（2005年）[15][16]
- 《粤語歌曲解讀：蛻變中的香港聲音》（2013年）（與楊漢倫合著）[17]
- 香港嶺南大學《中國戲曲志》暨《中國戲曲音樂集成》（香港卷）主編

## 軼聞
2006年，香港中文大學文學院副院長陳永華涉嫌騙取租金津貼案，余少華曾作為辯方証人出庭作供，其供詞與作為控方証人的另一位中大音樂系學者陳守仁之証詞相違。

## 外部連結
- 香港中文大學學術研究文庫 - 余少華教授 （页面存档备份，存于）
- 嶺南大學文化研究系 - Prof. Yu Siu-wah 余少華 （页面存档备份，存于）